# Christian Hansen
Christian Marius Hansen (Fredericia, 1891. szeptember 24. – Koppenhága, 1961. június 13.) olimpiai bronzérmes dán tornász.
Az 1908. évi nyári olimpiai játékokon indult tornában és a csapat összetett 4. lett.
Az 1912. évi nyári olimpiai játékokon indult tornában és a csapat összetettben szabadon választott szerekkel bronzérmes lett.
Klubcsapata a Frederica Gymnastikforening volt.